# Oberonia pachyrachis
Oberonia pachyrachis är en orkidéart som beskrevs av Heinrich Gustav Reichenbach och Joseph Dalton Hooker. Oberonia pachyrachis ingår i släktet Oberonia och familjen orkidéer. Inga underarter finns listade i Catalogue of Life.